# 珍珠德州麗魚
珍珠德州麗魚為輻鰭魚綱鱸形目隆頭魚亞目慈鯛科的一個種。

## 分布
本魚分布墨西哥的Panuco河流域至Soto La Marina河。

## 特徵
本魚體呈淺藍綠色，身體上有彩虹色斑點，體側中央具有較深的斑紋。體長可達17公分。

## 生態
本魚棲息在河流的底層，肉食性，以甲殼類、無脊椎動物為食，具有侵略性。

## 經濟利用
為觀賞魚，具有領域性。